# Christiane Hörbiger

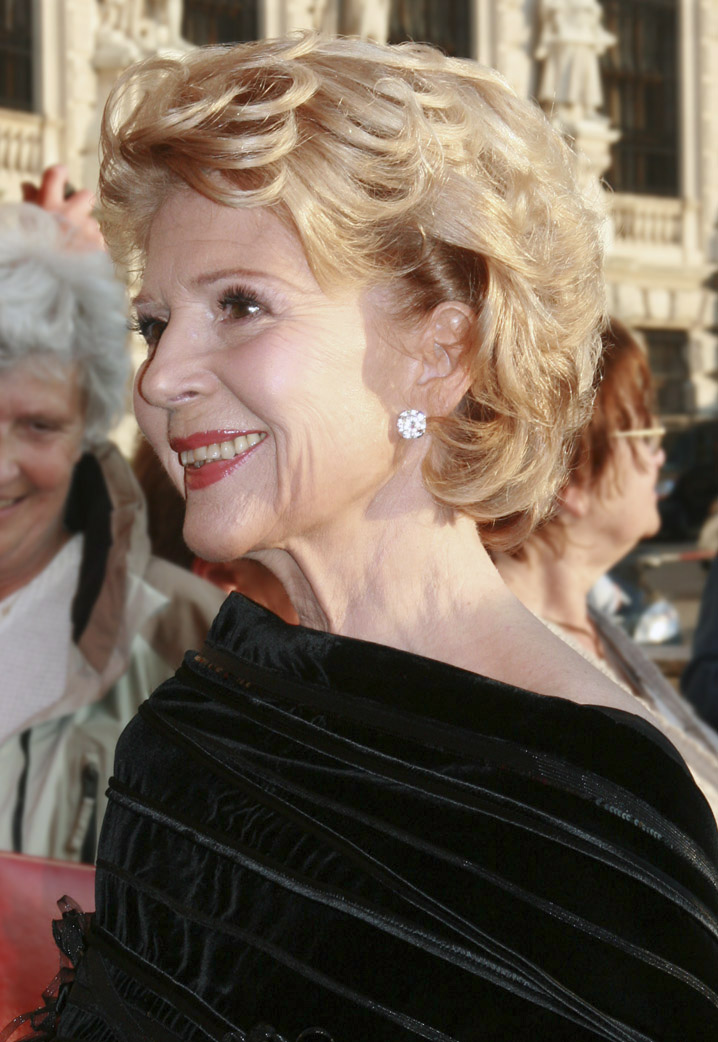
Christiane Hörbiger (2009)

Christiane Hörbiger (* 13. Oktober 1938 in Wien; † 30. November 2022 ebenda) war eine  österreichische Schauspielerin und Synchronsprecherin. Ihre Schauspielkarriere in Theater, Film und Fernsehen begann 1955 und umfasst über 130 Film- und Fernsehproduktionen. Sie wurde vor allem bekannt als „Christl Müller“ in der ORF-ARD-Fernsehserie Donaugeschichten, als Gräfin von Guldenburg in der ZDF-Fernsehserie Das Erbe der Guldenburgs und als Wiener Juristin Dr. Julia Laubach in der ORF-ARD-Fernsehserie Julia – Eine ungewöhnliche Frau.

## Leben
Christiane Hörbiger war eine von drei Töchtern des Schauspielerehepaars Attila Hörbiger (1896–1987) und Paula Wessely (1907–2000) sowie eine Nichte des Schauspielers Paul Hörbiger (1894–1981). Ihre Schwestern sind Elisabeth Orth und Maresa Hörbiger. Cornelius Obonya ist ihr Neffe. Christian Tramitz ist ihr Neffe 2. Grades, Mavie Hörbiger ihre Nichte 2. Grades.
Wie ihre Schwestern besuchte sie das Gymnasium der Schwestern vom armen Kinde Jesus in der Wiener Hofzeile. Im Alter von 14 Jahren wechselte sie in eine Handelsschule am Wiener Gürtel, die sie erfolgreich absolvierte. Die Konditorei, die ihre Eltern für sie erworben hatten, war inzwischen in Konkurs gegangen. So konnten sich die Eltern dem Wunsch der Tochter, Schauspielerin zu werden, nicht mehr verschließen.
Hörbiger war zweimal verheiratet. Nach einer 1962 geschlossenen und 1967 geschiedenen Ehe mit dem Regisseur Wolfgang Glück heiratete sie den Schweizer Journalisten Rolf R. Bigler. Aus dieser Ehe stammt der Sohn Sascha Bigler (* 1968), den sie nach dem Tod ihres Mannes im September 1978 allein großzog. Bigler lebt heute in Los Angeles und arbeitet als Regisseur. Mit ihrem Lebensgefährten Gerhard Tötschinger lebte Hörbiger von 1984 bis zu seinem Tod 2016 abwechselnd in Wien, Baden bei Wien und in Zürich. Zuletzt lebte sie in Baden bei Wien.

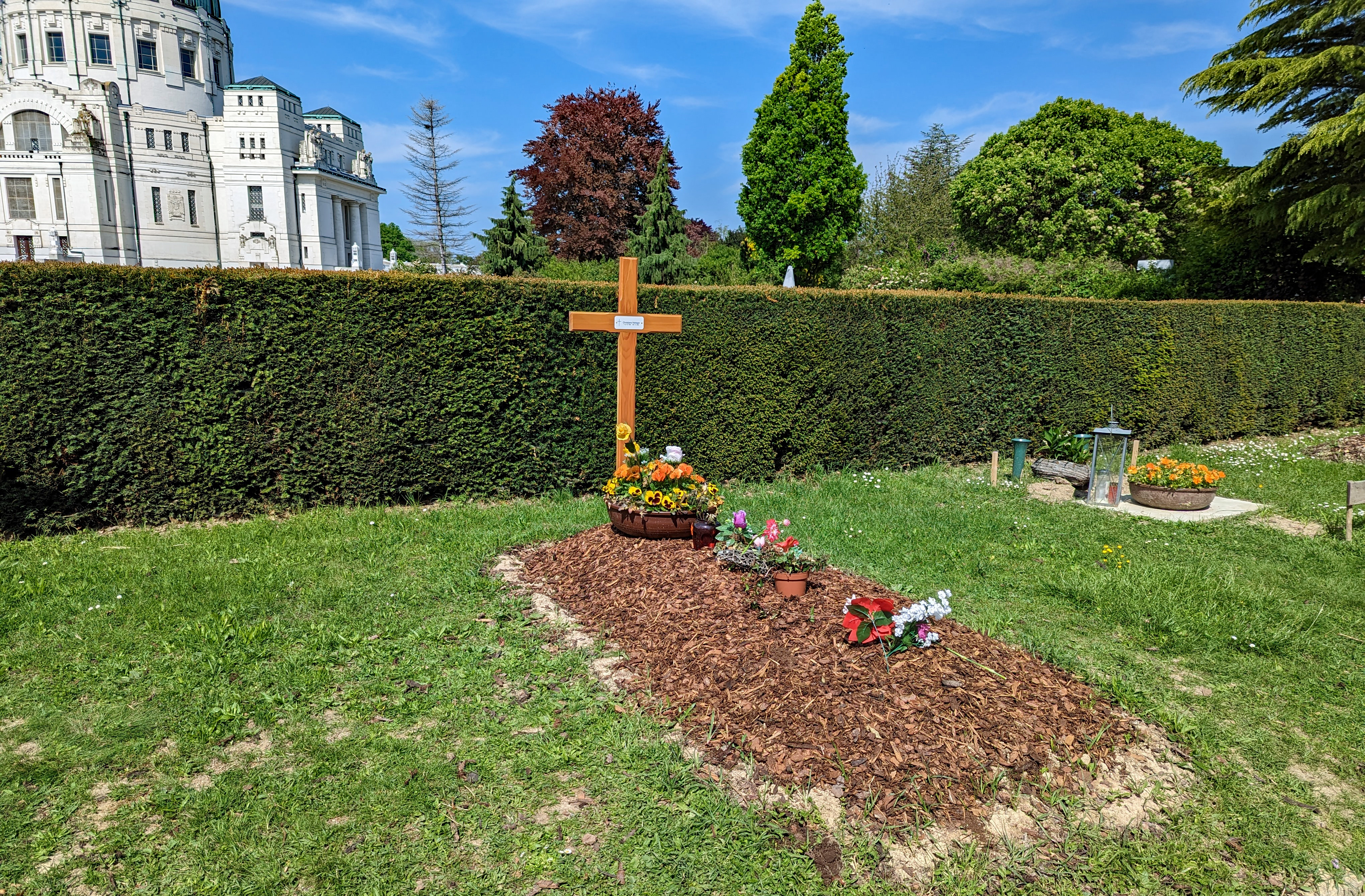
Ehrengrab von Christiane Hörbiger am Wiener Zentralfriedhof mit provisorischem Grabkreuz (Mai 2023)

Ihre letzte Ruhestätte befindet sich auf dem Wiener Zentralfriedhof in einem Ehrengrab der Stadt Wien in der Gruppe 33 G, Nummer 19. An der Trauerfeier nahmen neben der Familie Hörbiger auch Alt-Bundespräsident Heinz Fischer, Stadträtin Veronica Kaup-Hasler, Markus Trebitsch sowie Susi Stach und Karl Fischer teil.
Im Jahr 2008 erschien Hörbigers Autobiografie Ich bin der Weiße Clown.

## Werdegang

### Film, Fernsehen und Synchronisation
Hörbiger debütierte 1955 in dem Film Der Major und die Stiere unter der Regie von Eduard von Borsody. Danach begann sie eine Schauspielausbildung am Max-Reinhardt-Seminar in Wien, brach diese jedoch nach einigen Wochen ab, als sie ein weiteres Filmengagement erhielt. Privatlehrer, vor allem Alma Seidler, vervollständigten ihre Schauspiel-, Tanz- und Gesangsausbildung.
Von 1965 bis 1970 spielte Hörbiger an der Seite von Willy Millowitsch die Rolle der Christl Müller in der ARD-Fernsehserie Donaugeschichten. Ab Mitte der 1980er Jahre arbeitete sie vermehrt, später ausschließlich für Film und Fernsehen. Die Rolle der Gräfin von Guldenburg in der ZDF-Fernsehserie Das Erbe der Guldenburgs machte sie einem breiten Publikum in Deutschland bekannt. Im Zusammenhang mit ihrer Reise zur Oscar-Verleihung spielte sie 1991 als Klara in ihrem einzigen US-amerikanischen Film For Parents Only (Regie Bill Shepherd). 1992 übernahm sie in Helmut Dietls Filmsatire Schtonk!, die eine Oscar-Nominierung als bester ausländischer Film erhielt, an der Seite von Uwe Ochsenknecht und Götz George die Rolle der Freya von Hepp, der Nichte Görings. 1997 besetzte sie Dana Vávrová in dem Kinofilm Hunger – Sehnsucht nach Liebe als Mutter, deren Tochter an Bulimie leidet. Von 1998 bis 2002 verkörperte sie die Wiener Juristin Dr. Julia Laubach, die nach schweren Schicksalsschlägen einen privaten und beruflichen Neuanfang wagt, in der 65-teiligen ARD-Fernsehserie Julia – Eine ungewöhnliche Frau.
Im Jahr 2011 war sie mit dem Kriminalfilm ihres Sohnes Sascha Bigler, Meine Schwester, erstmals gemeinsam mit ihrer Schwester Maresa in einem Film zu sehen. 2018  besetzte sie Thomas Jauch neben Sebastian Bezzel als Frauenbewegungsikone Lilo Maertens in dem Mutter-Sohn-Drama Einmal Sohn, immer Sohn.
Hörbiger wirkte auch in Kinder- und Jugendproduktionen, wie 2006 als Großmutter in Gernot Rolls Der Räuber Hotzenplotz, was zugleich ihre letzte Rolle auf der Kinoleinwand war.
Hörbiger betätigte sich auch als Synchronsprecherin, u. a. 1985 für die US-amerikanische Anthologie-Fernsehserie The Twilight Zone. Sie sprach die Rolle der Mrs. Caloway im US-amerikanischen Zeichentrickfilm Die Kühe sind los, die in der Originalfassung von Judi Dench synchronisiert wurde. 2014 las sie die alljährliche Adventsgeschichte in der von Florian Silbereisen moderierten Fernsehshow Das Adventsfest der 100.000 Lichter.
2003 gehörte sie zu den Gründungsmitgliedern der Deutschen Filmakademie.

### Theater
Ihr Theaterdebüt gab Hörbiger 1959 als Recha in Lessings Nathan der Weise am Burgtheater, was jedoch ein Misserfolg war. Von 1960 bis 1961 spielte sie an den Städtischen Bühnen Heidelberg, von 1961 bis 1966 wieder in Wien am Burgtheater. Eine ihrer Rollen war die Inken Peters in Hauptmanns Vor Sonnenuntergang. Gastspiele führten sie an die Münchner Kammerspiele (dort gab sie die Luise in Kabale und Liebe) sowie zu den Salzburger Festspielen. Hier spielte sie 1961 das Lottchen in Raimunds Der Bauer als Millionär, die Antoinette Hechingen in Hofmannsthals Der Schwierige. Von 1969 bis 1972 war sie die Buhlschaft im Salzburger Jedermann, 1973 spielte sie die Marie in Shakespeares Was ihr wollt, 1976 die Flora Baumscheer in Nestroys Der Talisman und 1980 die Genia Hofreiter in Schnitzlers Das weite Land. Von 1967 bis 1985 war sie am Schauspielhaus Zürich engagiert. Wichtige Rollen waren hier die Elisabeth in Schillers Maria Stuart, die Kate in Spewack/Porters Kiss me Kate, Dorine in Molières Tartuffe, Arkadina in Čechovs Die Möwe, die Alte in Ionescos Die Stühle und Alice in Strindbergs Totentanz.

## Soziales und politisches Engagement
Seit 2003 war Christiane Hörbiger UNICEF-Botschafterin für Österreich. Am 9. November 2009 hielt sie die Gedenkrede bei der Kundgebung für die Opfer von Rassismus und Fremdenhass in Wels.
2010 zeigte Christiane Hörbiger öffentlich soziales Engagement für die international wirkende Deutsche Krebshilfe. Sie ließ sich für den Benefiz-Bildband Rainer Wahnsinn als eine von 31 Prominenten fotografieren.
Während sie im Jahr 2010 bei der Landtagswahl in Wien in einem Video für Michael Häupl und die SPÖ auftrat und 2016 den Bundespräsidentschaftskandidaten der SPÖ Rudolf Hundstorfer unterstützte, trat sie 2019 in einem Video auf, in welchem sie die ÖVP und Sebastian Kurz unterstützte. Darin bezeichnete sie die SPÖ-Vorsitzende Pamela Rendi-Wagner und das gegen die Bundesregierung Kurz I – infolge der Ibiza-Affäre – erfolgte Misstrauensvotum als „vollkommen verblödet“.

## Filmografie

### Kino
- 1955: Der Major und die Stiere
- 1955: Die Wirtin zur Goldenen Krone
- 1956: Kronprinz Rudolfs letzte Liebe
- 1956: Der Meineidbauer
- 1957: Der Edelweißkönig
- 1958: Immer die Radfahrer
- 1961: Der Bauer als Millionär
- 1964: Der Verschwender
- 1972: Mensch ärgere dich nicht
- 1972: Hauptsache Ferien
- 1972: Versuchung im Sommerwind
- 1979: Victoria
- 1991: Herr Ober!
- 1992: Schtonk!
- 1992: Probefahrt ins Paradies
- 1992: For Parents Only (US-Produktion)
- 1993: Der Magier (Kurzfilm)
- 1994: Tafelspitz
- 1994: Alles auf Anfang
- 1996: Diebinnen
- 1997: Hunger – Sehnsucht nach Liebe
- 1999: Jimmy the Kid
- 2001: Die Gottesanbeterin
- 2003: Das verlorene Kind (Kurzfilm)
- 2004: Die Kühe sind los (Sprechrolle)
- 2006: Der Räuber Hotzenplotz

### Fernsehen
- 1962: Eine Nacht in Venedig
- 1963: Leutnant Gustl
- 1964: Katharina Knie – Ein Seiltänzerstück
- 1965–1966: Donaugeschichten (Fernsehserie, 13 Folgen)
- 1967: Tee und etwas Sympathie
- 1969: Die Fee
- 1973: Eine egoistische Liebe
- 1976: Der Talisman
- 1982: Ein Kleid von Dior
- 1984: Donauwalzer
- 1986: Der Alte (Fernsehserie, eine Folge)
- 1987–1990: Das Erbe der Guldenburgs (Fernsehserie, 40 Folgen)
- 1988–1997: Derrick (Fernsehserie, vier Folgen)
- 1990: Der Alte (Fernsehserie, eine Folge)
- 1994: Von Frau zu Frau: Die Sammlerin
- 1994: Kommissar Rex – Endstation Wien (Fernsehserie)
- 1994: Rosamunde Pilcher – Karussell des Lebens
- 1995: Das Kapital (TV-Film)
- 1995: Zum Glück gibt’s meine Frau / Ein Mann in der Krise
- 1995: Ich begehre dich
- 1996: Alte Liebe – Neues Glück (Hofrat Geiger)
- 1997: Weißblaue Geschichten (Fernsehserie, eine Folge)
- 1997: Lamorte
- 1997: Ein Schutzengel auf Reisen
- 1998: Busenfreunde 2 – Alles wird gut!
- 1998: Letzte Chance für Harry
- 1998–2003: Julia – Eine ungewöhnliche Frau (Fernsehserie, 63 Folgen)
- 1999: Der Preis der Sehnsucht
- 2000: Schwiegermutter
- 2000: Schimanski muss leiden
- 2001: Klaras Hochzeit
- 2003: Alpenglühen
- 2004: Utta Danella – Das Familiengeheimnis
- 2004: Blatt & Blüte – Die Erbschaft
- 2005: Liebe versetzt Berge – Alpenglühen 2
- 2005: Mathilde liebt
- 2005: Neue Freunde, neues Glück
- 2005: Hengstparade
- 2006: Die Frau im roten Kleid
- 2006: Heute fängt mein Leben an
- 2006–2009: Zwei Ärzte sind einer zu viel
- 2007: Die Geschworene
- 2007: Alma ermittelt – Tango und Tod
- 2007: Niete zieht Hauptgewinn
- 2008: Der Besuch der alten Dame
- 2009: Annas zweite Chance
- 2010: Luises Versprechen
- 2010: Wie ein Licht in der Nacht
- 2011: Glücksbringer
- 2011: Das Glück ist ein Kaktus
- 2011: Meine Schwester
- 2011: Therese geht fremd
- 2012: Die lange Welle hinterm Kiel
- 2012: Oma wider Willen
- 2012: Die kleine Lady
- 2013: Schon wieder Henriette
- 2013: Stiller Abschied
- 2013: Zurück ins Leben
- 2014: Bis zum Ende der Welt
- 2015: Auf der Straße
- 2016: Die letzte Reise
- 2018: Die Muse des Mörders
- 2018: Einmal Sohn, immer Sohn
- 2018: Die Professorin – Tatort Ölfeld
- 2019: Der Fall der Gerti B.

## Autobiografie
- Christiane Hörbiger: Ich bin der Weiße Clown. Lebenserinnerungen. 3. Auflage. LangenMüller, München 2008, ISBN 978-3-7844-3150-5. (Autobiografie mit 112 Fotos und Verzeichnissen der Theater-, Film- und Fernsehrollen)

## Ehrungen und Auszeichnungen

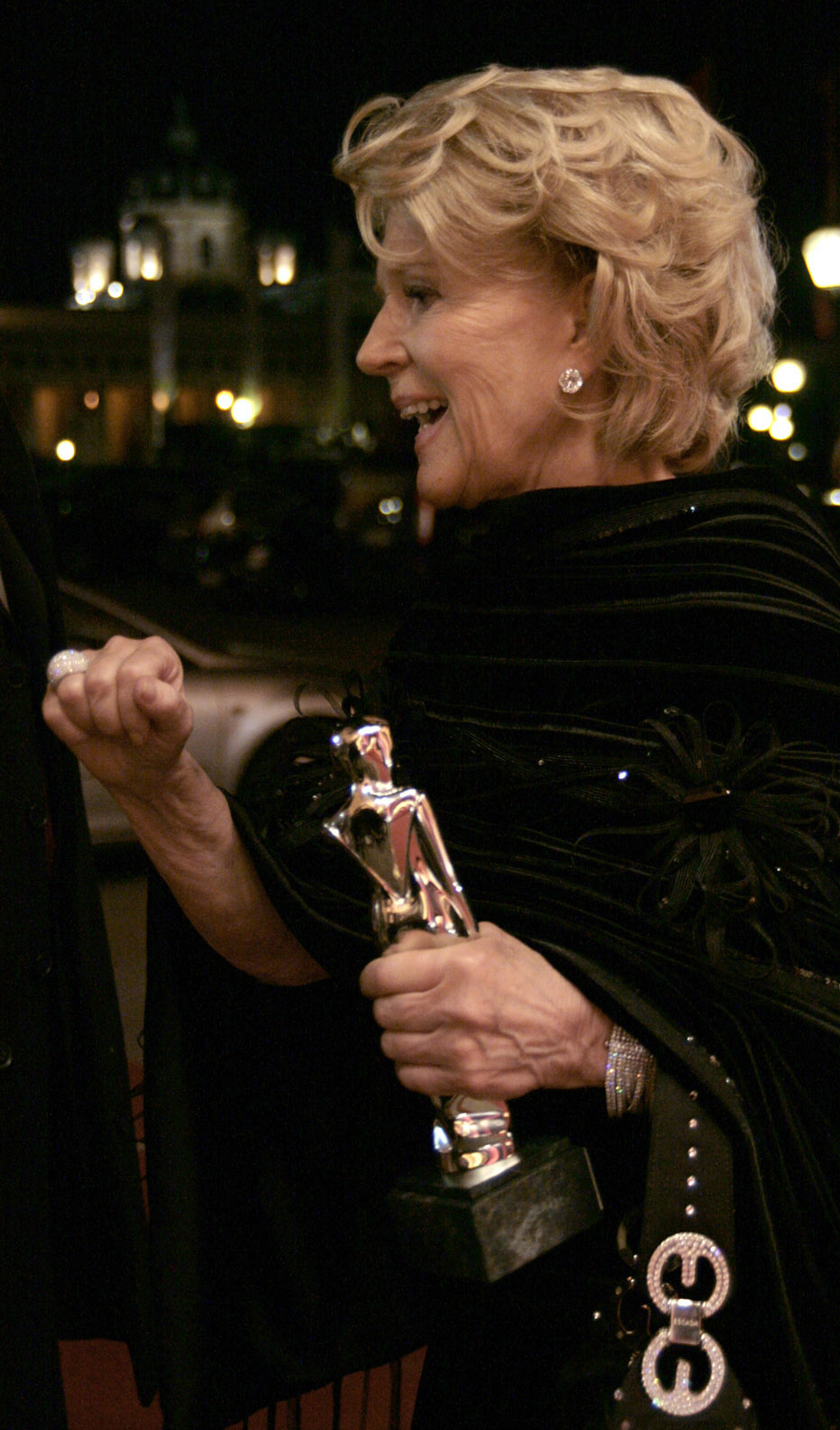
Christiane Hörbiger mit der Romy (2009)

- 1985: Bayerischer Filmpreis als „beste Darstellerin“
- 1987: Goldene Kamera als „Schauspielerin“
- 1992: Romy als „beliebteste Schauspielerin“
- 1992: Bambi
- 1994: Deutscher Filmpreis als „beste darstellerische Leistungen als Schauspielerin“
- 1996: Romy als „beliebteste Schauspielerin“
- 1998: Ehrenkreuz für Wissenschaft und Kunst I. Klasse, überreicht vom österreichischen Bundespräsidenten Thomas Klestil
- 1999: Romy als „beliebteste Schauspielerin“
- 1999: Goldenes Ehrenzeichen für Verdienste um das Land Wien
- 2000: Romy als „beliebteste Schauspielerin“
- 2001: Adolf-Grimme-Preis für Die Schwiegermutter, Julia – Eine ungewöhnliche Frau und Schimanski muss leiden
- 2001: Goldene Kamera als „beste Schauspielerin (Serie)“
- 2001: Romy als „beliebteste Schauspielerin“
- 2001: Ehrenbürgerschaft von Retz[13]
- 2001: Bundesverdienstkreuz 1. Klasse, überreicht von Bundespräsident Johannes Rau
- 2002: Karl-Valentin-Orden
- 2003: Romy als „beliebteste Schauspielerin“
- 2004: Kammerschauspielerin
- 2005: Goldene Feder für ihre schauspielerische Leistung in den letzten 50 Jahren
- 2008: Deutscher Vorlesepreis „Lesewerk“-Preis für ihre Verdienste als Hörbuch-Sprecherin
- 2009: Platin Romy für ihr Lebenswerk
- 2009: Bayerischer Fernsehpreis – Ehrenpreis
- 2009: Ehrenmedaille der Bundeshauptstadt Wien in Gold
- 2012: Steiger-Award in der Kategorie „Lebenswerk“
- 2014: Bayerischer Verdienstorden
- 2018: Goldene Kamera für ihr Lebenswerk